# Masdevallia cacodes
Masdevallia cacodes är en orkidéart som beskrevs av Carlyle August Luer och Rodrigo Escobar. Masdevallia cacodes ingår i släktet Masdevallia och familjen orkidéer. Inga underarter finns listade i Catalogue of Life.